# Alexandra Fedoriva
Alexandra Fedoriva (Moscú, Rusia, 13 de septiembre de 1988) es una atleta rusa, especialista en la prueba de 200 m en la que llegó a ser medallista de bronce europea en 2010.

## Carrera deportiva
En el Campeonato Europeo de Atletismo de 2010 ganó la medalla de bronce en los 200 metros, corriéndolos en un tiempo de 22.44 segundos, llegando a meta tras la francesa Myriam Soumaré (oro con 22.32 s) y la ucraniana Yelizaveta Bryzhina (plata también con 22.44 segundos).